# Kompakt WC

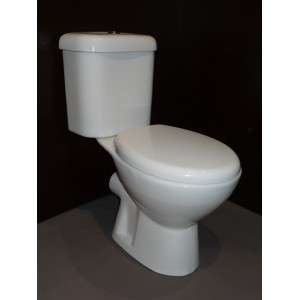
Kompakt WC

Kompakt WC (ang. Water Closet) – element wyposażenia ubikacji będący połączeniem muszli klozetowej (zwanej w tym przypadku miską do kompaktu) oraz spłuczki toaletowej. Zbiornik spłuczki przymocowany jest bezpośrednio do miski za pomocą specjalnie uszczelnionych śrub (Europa) lub stanowi jedną całość z miską (Azja, Ameryka Północna). 
Tradycyjnie wykonany jest z porcelitu lub z innego rodzaju ceramiki. Spotyka się także kompakty z  tworzywa sztucznego czy stali nierdzewnej.